# Raphael Holzhauser
Raphael Holzhauser (* 16. Februar 1993 in Wiener Neustadt) ist ein österreichischer Fußballspieler auf der Position eines Mittelfeldspielers.

## Karriere

### Verein
Holzhauser wechselte 2009 aus der Jugend des SK Rapid Wien ins Ausland in das Nachwuchsleistungszentrum des VfB Stuttgart. Beim Mercedes-Benz Junior Cup 2010 wurde er als bester Spieler des Turniers ausgezeichnet.
Am 31. Juli 2010 gab Holzhauser am 2. Spieltag der Saison 2010/11 für die zweite Mannschaft des VfB Stuttgart in der 3. Profi-Liga gegen den 1. FC Heidenheim sein Profidebüt. Am 18. Februar 2011 unterzeichnete er zwei Tage nach der Erlangung seiner Geschäftsfähigkeit einen bis Ende Juni 2015 datierten Profivertrag beim VfB Stuttgart.
Am 21. Jänner 2012 gab Holzhauser gegen den FC Schalke 04 sein Bundesligadebüt für den VfB Stuttgart. Sein erstes internationales Pflichtspiel auf Vereinsebene absolvierte er in der Europa League am 2. Spieltag der Gruppenphase 2012/13 gegen Molde FK am 4. Oktober 2012.
Am 1. Juli 2013 wurde Holzhauser vom VfB Stuttgart bis zum Ende der Saison 2013/14 an den FC Augsburg verliehen.
Im Jänner 2015 verpflichtete der FK Austria Wien Holzhauser. Bei den Wienern unterschrieb Holzhauser einen bis zum 30. Juni 2018 laufenden Vertrag,
Zur Saison 2018/19 wechselte er in die Schweiz zum Grasshopper Club Zürich, bei dem er einen bis Juni 2020 laufenden Vertrag erhielt. Im April 2019 wurde sein Vertrag bei den Schweizern aufgelöst. Vor Vertragsablauf, nämlich zur Saison 2019/20 wechselte er nach Belgien zum Zweitligisten K Beerschot VA, wo er einen bis Juni 2021 laufenden Vertrag unterschrieb. Mit Beerschot stieg er zu Saisonende in die Division 1A auf. Ende November 2020 wurde der Vertrag bis Sommer 2023 verlängert. Bei der Wahl zum Spieler des Jahres 2020 in Belgien erreichte Holzhauser den zweiten Platz. In der Saison 2020/21 stand er bei allen 34 möglichen Spielen in der Division 1A auf dem Platz und schoss 16 Tore. Dazu kommt ein Pokalspiel. In der nächsten Saison, die mit dem Abstieg von Beerschot in die Division 1B endete, waren es 30 von 34 Ligaspielen mit drei Toren sowie zwei Pokalspiele mit einem Tor.
Anfang Mai 2022 erklärte Holzhauer, den Verein nach dem Abstieg zur neuen Saison zu verlassen, und wechselte zur nächsten Saison zum Erstligisten OH Leuven. Dort kam er zu 15 Einsätzen (1 Tor), ehe er in der Winterpause für den Rest der Saison auf Leihbasis nach Deutschland zum Drittligisten TSV 1860 München ging. Der Verein sicherte sich eine Kaufoption nach Ende der Leihe, auf die 1860 aber Anfang Mai verzichtete, so dass Holzhauser zum Saisonende nach Leuven zurückkehrte. Dort spielte er keine Rolle mehr und kam bis zur Winterpause 2023/24 nur zweimal zum Einsatz. Im Jänner 2024 wurde sein Vertrag dann aufgelöst.
Anschließend wechselte Holzhauser nach Luxemburg zum Erstligisten Swift Hesperingen. Dort erzielte er bis zum Saisonende in 14 Ligaspielen zehn Treffer, erreichte die Vizemeisterschaft und verlor das Pokalfinale gegen den FC Progrès Niederkorn mit 2:4 nach Elfmeterschießen. Nach der Saison 2023/24 verließ er Hesperingen wieder. Nach kurzer Vereinslosigkeit schloss er sich Mitte September dem maltesischen Erstligisten FC Marsaxlokk an. Drei Monate und acht Meisterschaftseinsätze später war Holzhauser wieder vereinslos.
Im Jänner 2025 kehrte er daraufhin nach Österreich zurück und schloss sich Regionalligist SV Gloggnitz an.

### Nationalmannschaft
Holzhauser spielte im Oktober 2008 erstmals für eine österreichische Jugendnationalauswahl. Zwischen 2009 und 2010 spielte er acht Mal für die U-17-Mannschaft. Im November 2009 debütierte er gegen Aserbaidschan für die U-21-Auswahl. Für diese kam er bis Oktober 2013 zu 28 Einsätzen. 2010 kam er auch für das U-19-Team zum Einsatz, mit dem er im selben Jahr an der EM teilnahm. Holzhauser kam während des Turniers zu zwei Einsätzen und schied mit Österreich als Dritter der Gruppe A in der Vorrunde aus.
Im September 2020 wurde er in den Kader der A-Nationalmannschaft berufen und absolvierte seine bislang einzigen Spiele im Nationalteam im Oktober und November 2020, als er in einem Testspiel gegen Griechenland bzw. gegen das Team aus Luxemburg jeweils in der Startelf stand.